# Agnathiella
Agnathiella is een geslacht in de taxonomische indeling van de tandmondwormen (Gnathostomulida).